# Protorromance
El protorromance o proto-romance es el ancestro comparativamente reconstruido de todas las lenguas romances. Refleja una variedad tardía del latín, una de las lenguas itálicas de la amplia familia indoeuropea. Posiblemente fuera hablado como aquí se reconstruye durante el siglo I y la unidad general del continuo dialectal latino parece haber durado al menos hasta finales del siglo III.
Excepcionalmente en la lingüística comparativa, los especialistas en proto-romance pueden referirse a un abundante corpus de textos escritos en un equivalente aproximado de su protolengua, a saber, el latín clásico. Esto ha tenido, sin embargo, el inconveniente de llevar a muchos estudiosos a confiar excesivamente en los textos latinos en lugar de reconstruir el proto-romance a partir de sus lenguas descendientes.
Generalmente se asume que el proto-romance desciende directamente del latín clásico, y el idioma aquí reconstruido es necesariamente una abstracción y no debe tomarse como un equivalente exacto del latín hablado en un tiempo o lugar específico, esto último sería el latín vulgar, del que sí hay testimonio escrito.

## Fonología

### Consonantes
|           |            | Labial | Coronal | Palatal   | Velar |
| --------- | ---------- | ------ | ------- | --------- | ----- |
| Nasal     | Nasal      | *m     | *n      |           | (*ŋ)  |
| Oclusiva  | Sorda      | *p     | *t      | *tsʲ < *c | *k    |
| Oclusiva  | Sonora     | *b     | *d      | *dzʲ < *ɟ | *g    |
| Fricativa | Sorda      | *f     | *s      |           |       |
| Fricativa | Sonora     | *β     | (*ð)    | *ʝ        | (*ɣ)  |
| Vibrante  | Vibrante   |        | *r      |           |       |
| Lateral   | Alveolar   |        | *l      |           |       |
| Lateral   | Retrofleja |        | *ɭɭ     |           |       |

- (*ŋ) era un alófono de *n antes de una consonante velar.
- Las fricativas sonoras (*β), (*ð) y (*ɣ) estaban en distribución complementaria con *b, *d y *g, por lo tanto eran alófonos. Las fricativas sonoras aparecen entre vocales, en contacto con líquidas (vibrantes y laterales),[4] y antes de nasales.[5][6]
- Algunas pruebas sugieren que *f puede haber sido pronunciada como bilabial /ɸ/, pero es más probable que fuera labiodental /f/.[7]
- El sonido retroflejo /ɭ/ derivado del Latín Clásico "LL", siempre se realiza geminado como *ɭɭ.[8][9]
- /i, u/ se convierten en [j, w] entre una consonante y la siguiente vocal. [j] entonces desencadena la palatalización en hiatos.[10]
- Una de las mayores diferencias fonológicas del Proto-Romance con el Latín Clásico es el desarrollo una serie de consonantes coronales /t/ y /d/ palatizadas ante yod /j/ en un hiato con "i" o "e", dando como resultado *tsʲ < *c y *dzʲ < *ɟ respectivamente.[11][12] Las lenguas romances posteriores sufrirían más palatizaciones hasta completar la serie palatal, pero la evidencia en sardo no permite reconstruir más que estas dos.
- Las semivocales latinas /j/ y /w/ se convirtieron en las consonantes *ʝ y *β respectivamente. *ʝ pudo haber sido pronunciada como /ɟ/, pero en Proto-Romance seguía siendo diferente de *dzʲ.
- Las palatales *ʝ, *dzʲ > *ɟ y *tsʲ > *c, geminan en posición intervocálica esporádicamente.[13][14][15][16]
- Se debate si /kʷ/ es su propio fonema o simplemente un alófono de /ku ~ kw/ antes de las vocales.[17] La oclusiva velar labializada /kʷ/ del Latín Clásico "QU" aquí se tratará como /ku ~ kw/. Una vocal posterior siguiente, a saber, la /u/, /ʊ/, /ɔ/ o la /o/, desencadena la simplificación de la /kʷ/ a la /k/.[18]
- El grupo /sC/ al inicio de palabra se somete a una prótesis de /ɪ/, por ejemplo, STARE [stáre > ɪstáːɾe], a menos que esté precedido por una vocal.[19][20]

### Vocales
El sistema vocálico reconstruido para el proto-romance tiene nueve vocales y un diptongo —/au̯/—, que se puede encontrar tanto en posiciones acentuadas como no acentuadas; sin embargo, su estado fonémico es discutible puesto que podría considerarse simplemente como una secuencia de /a/ y /u/.
|             | Anterior | Central | Posterior |
| ----------- | -------- | ------- | --------- |
| Cerrada     | *i       |         | *u        |
| Semicerrada | *ɪ       |         | *ʊ        |
| Central     | *e       |         | *o        |
| Semabierta  | *ɛ       |         | *ɔ        |
| Abierta     |          | *a      |           |
| Diptongos   | *au̯      | *au̯     | *au̯       |

### Prosodia
Las palabras proto-romances tenían un acento prosódico derivado del latín clásico, el sistema de acentuación resultó esencial para el origen del sistema vocálico proto-romance. El patrón de acentuación del latín clásico era variable aunque generalmente estaba situado en la penúltima sílaba. Las vocales en proto-romance se alargaron alofónicamente en sílabas abiertas acentuadas para marcar una diferencia con las sílabas átonas. En las sílabas intertónicas se observa una reducción de calidad vocálica, donde /i, u/ se fusionan con /ɪ, ʊ/.
| latín clásico | latín clásico | proto-romance | proto-romance |
| latín clásico | latín clásico | Tónico        | Átono         |
| ------------- | ------------- | ------------- | ------------- |
| Ī             | /iː/          | *iː           | *i            |
| Ĭ             | /ɪ/           | *ɪ(ː)         | *ɪ            |
| Ē             | /eː/          | *eː           | *e            |
| Ĕ             | /ɛ/           | *ɛː           | *e            |
| Ă             | /aː/          | *aː           | *a            |
| Ā             | /a/           | *aː           | *a            |
| Ŏ             | /ɔ/           | *ɔː           | *o            |
| Ō             | /oː/          | *oː           | *o            |
| Ŭ             | /ʊ/           | *ʊ(ː)         | *ʊ            |
| Ū             | /uː/          | *uː           | *u            |
| Y̆             | /y/           | *iː           | *i            |
| Ȳ             | /yː/          | *ɪ(ː)         | *ɪ            |
| AE            | /ai̯/          | *ɛː           | *ɛː           |
| OE            | /oi̯/          | *eː           | *eː           |
| AU            | /au̯/          | *au̯           | *au̯           |

## Morfología

### Sustantivos
Los sustantivos pueden declinar por género: masculino, femenino y neutro, y por número: singular y plural. Las declinaciones de sustantivos y adjetivos del Latín clásico se fusionaron y tendieron a regularizarse y a reestructurarse en nuevos paradigmas. La pérdida de longitud vocálica aumentó el sincretismo de casos que ya era elevado en latín. Los finales en consonante se hicieron inviables en declinaciones excepto para la terminación -s. Las declinaciones especiales para préstamos griegos se fusionaron con los nuevos sistemas emergentes y empezaron a seguir un sistema más puramente latino. El sincretismo de casos hizo que el neutro se confundiera con otros casos y casi desapareciera. El locativo y el vocativo también desaparecieron. El ablativo ya era poco usado, por lo que en todas las lenguas romances terminó desapareciendo. Tal vez el nuevo paradigma de inflexión conviviera con los paradigmas del latín clásico, usando el sistema proto-romance en contextos vulgares y el clásico en contexto formales. Los sustantivos en proto-romance conservaron cuatro casos latinos: nominativo, acusativo, genitivo y dativo, y se eliminaron el vocativo, ablativo y locativo. En siglos posteriores el dativo y el genitivo se fusionaron para dar lugar a un caso genitivo combinado usado sólo en referencia a los humanos, después de que se confundieran y reanalizaran las terminaciones con /i/ como parte de la clase II.

#### Clase I (Declinaciones I y II)
La clase I ya estaba agrupada en las declinaciones de adjetivos, pero ahora se había fusionado también en sustantivos. Estaba formada por la fusión del paradigma de la primera declinación como femenino, con el de la segunda declinación como masculino, una vez que se reanalizaron las terminaciones neutras del singular nominativo, vocativo y acusativo (-ʊ) como masculino singular acusativo y las terminaciones neutras del plural nominativo, vocativo y acusativo (-a) como femenino singular nominativo y vocativo, esto dio lugar a cambios de género, mientras que palabras con plural en -ora se interpretarían como nuevas raíces, por ejemplo "opus" y "opera", lo que demuestra que esta tendencia ya había comenzado en el latín clásico. El vocativo que ya era igual que su contraparte nominativa se fusionó completamente con el nominativo, exceptuando el vocativo masculino singular (-e), que se reinterpretó como nominativo singular neutro de la clase II. El locativo plural (-is) se fusionó con el dativo, mientras que el locativo singular femenino (-ɛː) y masculino (-i) se fusionaron con el genitivo. El ablativo femenino singular (-a) se reinterpretó como nominativo-acusativo, mientras que el ablativo masculino singular (-o) fue reinterpretado como dativo masculino singular, y el ablativo plural (-is), se reanalizó como dativo plural.
|            | Femenino (I) | Femenino (I) | Masculino (II) | Masculino (II) |
| Singular   | Plural       | Singular     | Plural         |                |
| ---------- | ------------ | ------------ | -------------- | -------------- |
| Nominativo | -a           | -ɛː          | -ʊs            | -i             |
| Acusativo  | -a           | -as          | -ʊ             | -os            |
| Genitivo   | -ɛː          | -aːrʊ        | -i             | -oːrʊ          |
| Dativo     | -ɛː          | -is          | -o             | -is            |

#### Clase II (Declinación III)
La clase II se deriva de la reestructuración de la tercera declinación, una vez que la fonotáctica obligó a que todas las palabras tuvieran un final en vocal, lo que hizo que las palabras que conformaban las variantes de terminación en consonante de la declinación clásica, empezaran a mezclar su declinación normal con la declinación temática en vocal. Además, esta declinación se fusionó también con sus variantes de la declinación de adjetivos. Las antiguas terminaciones heredadas de nominativo, vocativo y acusativo plural (-a) y (-i̯a) se reanalizaron como femenino y la terminación genitivo plural (-ʊ) se reanalizó como acusativo masculino singular de la clase I. El neutro se reanalizó en los casos singulares, que eran distintivos en latín clásico, con el masculino y en plurales con el femenino, por lo que desapareció de todas los paradigmas y se quedó reducido a la originaria tercera declinación con un tema en -e, ahora analizándose eventualmente como inanimado. El vocativo que ya era igual que su contraparte nominativa se fusionó con el nominativo. El locativo singular (-i) y plural (-ɪbʊs) se fusionaron con el dativo. El ablativo singular (-ɪ) se fusionó con el acusativo masculino/femenino y el plural (-ɪbʊs) con el dativo. Varios sustantivos de clase II tenían inflexiones que diferían por el recuento de sílabas o la posición del acento. Muchas veces serían analizados como nuevas raíces, por ejemplo: hombre (homō ~ hominem), pastor (pāstor ~ pāstōrem), hermana (soror ~ sorōrem), etc.
| (III)      | Singular           | Singular | Plural |
| (III)      | Masculino/Femenino | Neutro   | Plural |
| ---------- | ------------------ | -------- | ------ |
| Nominativo | -ɪs                | -e       | -es    |
| Acusativo  | -ɪ                 | -e       | -es    |
| Genitivo   | -ɪs                | -ɪs      | -i̯ʊ    |
| Dativo     | -i                 | -i       | -ɪbʊs  |

#### Clase III (Declinación IV y V)
La cuarta declinación del latín era usada solo por sustantivos, que al tener la vocal temática /ʊ/ y /u/ se reanalizaron como masculinos, las excepciones femeninas normalmente pasarían a otros grupos. El locativo no fue heredado por el latín vulgar y ya era muy extraño en latín clásico. Todos los casos singulares neutros tenían una terminación (-u) que se fusionó con el ablativo masculino/femenino singular, y las terminaciones plurales del nominativo, vocativo y acusativo neutro (-u̯a) se reinterpretaron como femeninos. Estos cambios redujeron la cuarta declinación a un grupo de masculinos y algunas rarezas femeninas. Después de convertirse en una clase exclusivamente masculina, empezaron a conformarse como un paradigma junto a la quinta declinación del latín clásico que ya era casi exclusivamente femenina. En la cuarta declinación el Locativo singular (-e) y el locativo plural (-eːbʊs) se fusionaron con el ablativo. El vocativo que ya era igual que su contraparte nominativa se fusionó con el nominativo. El ablativo plural masculino (-ɪbʊs) y femenino (-eːbʊs) se fusionaron con las terminaciones plurales dativas, el singular femenino (-e) se fusionó con su contraparte acusativo, y el masculino (-u) terminó confundiendose también con el acusativo por analogía
|            | Masculino (IV) | Masculino (IV) | Femenino (V) | Femenino (V) |
| Singular   | Plural         | Singular       | Plural       |              |
| ---------- | -------------- | -------------- | ------------ | ------------ |
| Nominativo | -ʊs            | -us            | -es          | -es          |
| Acusativo  | -ʊ/-u          | -us            | -e           | -es          |
| Genitivo   | -us            | -u̯ʊ            | -ei          | -eːrʊ        |
| Dativo     | -u̯i            | -ɪbʊs          | -ei          | -eːbʊs       |

### Verbos
Los verbos en proto-romance pertenecen a tres clases principales, cada una de las cuales se caracteriza por una vocal temática diferente. Sus conjugaciones se construyen sobre tres tallos e implican varias combinaciones de humor, aspecto y tiempo.
Los finales en consonante se hicieron inviables y necesitaron una vocal de apoyo excepto para la terminación -s en declinaciones y algunas formas verbales. 

#### Presente indicativo
Estas formas también pueden referirse al futuro.
|           | Primera persona | Primera persona | Segunda persona | Segunda persona   | Tercera persona | Tercera persona | Traducción |
| Número    | singular        | plural          | singular        | plural            | singular        | plural          | Traducción |
| --------- | --------------- | --------------- | --------------- | ----------------- | --------------- | --------------- | ---------- |
| Clase I   | kánto           | kantámʊs        | kántas          | kantátɪs          | kántat          | kántant         | cantar     |
| Clase II  | dɔ́rmo           | dormímʊs        | dɔ́rmɪs          | dɔrmítɪs          | dɔ́rmɪt          | dɔ́rment~dɔ́rmʊnt | dormir     |
| Clase III | bátto           | battémʊs        | báttes          | battétɪs          | báttet          | báttent         | golpear    |
| Irregular | sʊ́n             | sʊ́mʊs~sémʊs     | ɛ́s~sɛ́s          | ɛ́stɪs~sɛ́tɪs~sʊ́tɪs | ɛ́st             | sʊ́nt            | ser        |
| Irregular | áo~áɟo          | aβémʊs          | ás              | aβétɪs            | át              | ánt~áu̯nt        | tener      |

#### Participios
Estos declinan como adjetivos.
|           | Presente Activo | Traducción | Pretérito Pasivo | Traducción |
| --------- | --------------- | ---------- | ---------------- | ---------- |
| Clase I   | amánte          | adorando   | amáta            | adorado    |
| Clase II  | finɛ́nte         | terminando | finíta           | terminado  |
| Clase III | aβɛ́nte          | teniendo   | aβúta            | tenido     |

### Adjectivos

#### Absoluto
Estos se flexionan de manera similar a los sustantivos.

#### Comparativo
Aunque el sufijo latino -ior todavía existía, sólo se usaba en un número limitado de adjetivos.
| Adjetivo   | mɛ́ʎʎor | pɛ́ɟor | máɟor | mɪ́nor |
| Traducción | mejor  | peor  | mayor | menor |

Por lo demás, la forma típica de formar un comparativo era añadir o bien plus o mai̯s (que significa 'más') a un adjetivo absoluto. Esto también se había hecho en latín clásico, aunque esporádicamente.

#### Superlativo
No existía un final dedicado para expresar lo superlativo. En su lugar se utilizaron diversas alternativas, como un adverbio de intensificación (mʊ́ltu, bɛ́ne, etc.) o un simple comparativo.

#### Posesivo
Se muestra aquí en el singular femenino. Muchos de estos tenían variantes atónicas ('débiles').
|          | Primera persona | Segunda persona | Tercera persona | Interrogativo |
| -------- | --------------- | --------------- | --------------- | ------------- |
| singular | mɛ́a~ma          | tʊ́a~ta          | sʊ́a~sa          | kʊ́ɟa          |
| plural   | nɔ́stra          | βɔ́stra          | sʊ́a~sa          | kʊ́ɟa          |

### Pronombres

#### Personal
Equivalente a "yo, tú", etc.
| Persona    |          | I      | I        |        | II         | II           |            | III f.       | III f. |  | III m. | III m. |
| Número     | singular | plural | singular | plural | singular   | plural       | singular   | plural       |        |  |        |        |
| Nominativo | ɛ́ɣo      | nos    | tu       | βos    | ɪɭɭa       | ɪɭɭe         | ɪlle~ɪɭɭi  | ɪlle~ɪɭɭi    |        |  |        |        |
| Acusativo  | me~mene  | nos    | te~tene  | βos    | ɪɭɭa       | ɪɭɭas        | ɪɭɭu       | ɪɭɭos        |        |  |        |        |
| Gen-Dat.   | mi~mɪβɪ  | noβɪs  | ti~tɪβɪ  | βoβɪs  | ɪɭɭi~ɪɭɭɛ́i | ɪɭɭis~ɪɭɭóru | ɪɭɭi~ɪɭɭúi | ɪɭɭis~ɪɭɭóru |        |  |        |        |

ɪɭɭ-e. Este final fue reemplazado constantemente en la Proto-Romance por -as.

#### Relativo
En particular, kúi̯ se perdió en ibero-romance.
|            | Masc. o Fem. | Neutro |
| ---------- | ------------ | ------ |
| Nominativo | ku̯i          | kod    |
| Acusativo  | ku̯ɛn         | kod    |
| Gen-Dat.   | kui̯          | kui̯    |

Los pronombres interrogativos son los mismos, excepto que la forma neutra nominativa y acusativa es ku̯ɪd.

## Relación con el latín escrito
Según Roger Wright, al principio no había distinción entre el latín y el romance, siendo el primero la forma escrita arcaica del segundo. Por ejemplo, aunque en la España medieval temprana la palabra /sjeglo/ 'siglo' se deletreaba rutinariamente ⟨saeculum⟩, el escriba no la habría leído en voz alta como /sɛkulum/ más de lo que un angloparlante de hoy en día pronunciaría ⟨knight⟩ como */knɪxt/.
Sin embargo, los hablantes no nativos de latín, como los clérigos de origen anglosajón o irlandés, parecen haber utilizado una pronunciación bastante diferente, presumiblemente tratando de pronunciar cada palabra según su ortografía. El Renacimiento carolingio en Francia introdujo por primera vez esta pronunciación artificial también a los hablantes nativos. Por ejemplo, la palabra ⟨viridiarium⟩ 'huerto' ya no se leería en voz alta como la palabra equivalente del francés antiguo */verdʒjær/. Ahora tenía que ser pronunciada exactamente como se escribía, con las seis sílabas: /viridiarium/.
Un cambio tan radical tuvo el efecto de hacer los sermones en latín completamente ininteligibles para el público romance en general, lo que llevó a los funcionarios unos años más tarde, en el Concilio de Tours, a instruir a los sacerdotes a leer los sermones en voz alta a la antigua manera, en el rusticam romanam linguam o «simple discurso romance o romano».
Como ya no había una forma inequívoca de indicar si un texto determinado debía leerse en voz alta en latín o en romance, se hicieron varios intentos en Francia para idear una nueva ortografía para este último; entre los primeros ejemplos se encuentran partes de los Juramentos de Estrasburgo y la Secuencia de Santa Eulalia. A medida que las reformas carolingias difundían la pronunciación «correcta» del latín desde Francia a otras zonas de habla románica, los estudiosos locales sintieron la necesidad de idear sistemas ortográficos también para sus propios dialectos, iniciando así la fase literaria del romance medieval.